# Dolmen des Ayguières
Le dolmen des Ayguières, appelé aussi dolmen de la Plone, est un dolmen situé sur le territoire de la commune de Chanac, dans le département de la Lozère en France.

## Description
Le dolmen est enserré dans un tumulus de 10 m de diamètre. C'est un dolmen simple (sans couloir) avec une chambre de forme rectangulaire mesurant 2,76 m de long et ouvrant à l'est. Elle est recouverte d'une table de couverture de forme sub-triangulaire, désormais brisée en plusieurs morceaux, dont le poids est estimé à 9 tonnes. La dalle comporte une cupule

## Matériel archéologique
Le dolmen a été fouillé en 1867 par le docteur Prunières. Prunières y a découvert un squelette en position anatomique comportant des éléments de parure (perles en pâte de verre, 2 bracelets en bronze, 1 fibule en bronze et divers fragments de fibules en fer) correspondant à une inhumation tardive du début de l'Âge du fer.